# 小泉もえこ
小泉 もえこ（こいずみ もえこ、1991年2月21日 - ）は、日本の女優。株式会社サイン所属。

## 略歴・人物
NHK｢みんなの広場だ！わんパーク｣ほか、2012年「戦国少女伝・妖怪忍者～忍」、「GANG JUDGE」などの映画に出演。趣味はボルダリング、三味線。特技はタップダンスと、ピザつくり。
2023年には、NHK夜ドラ「ミワさんなりすます」に出演。本放送時、小泉演じる家政婦の池月海玲が「えっ」と驚くシーンの直後に臨時ニュースに切り替わり、話題となった。

## 主な出演

### 映画
- 『戦国少女伝・妖怪忍者～忍 』（2012年） - 鬼丸 役
- 『GANG JUDGE』（2012年） - 妙典寺 役

### テレビ
- 『みんなの広場だ!わんパーク』 （2000年 - 2003年、NHK）
- 『ミワさんなりすます』 （2023年、NHK） [3]
- 『ナースが婚活』（2024年1月12日 - 3月1日、テレビ東京）[4]
- 『モンスター』第8話（2024年12月2日、関西テレビ・フジテレビ系） - 陪審員 役[5]